# 2MASS J02301551+2704061
2MASS J02301551+2704061 ist ein Brauner Zwerg im Sternbild Widder. Er wurde 2007 von Kelle L. Cruz et al. entdeckt und gehört der Spektralklasse L0 an.